# Stellidia pygmaea
Stellidia pygmaea är en fjärilsart som beskrevs av William Schaus 1916. Stellidia pygmaea ingår i släktet Stellidia och familjen nattflyn. Inga underarter finns listade i Catalogue of Life.